# GZA (entreprise)
Pour les articles homonymes, voir GZA (homonymie).
GZA était une entreprise soviétique fondée par GAZ en 1949 pour produire des bus basés sur les camions de l'entreprise. Cependant, le premier véhicule n'a été produit qu'en 1951. Le premier véhicule produit par la société était le GZA-651, basé sur le GAZ-51, lui-même basé sur le GAZ-55 que le GZA-651 a remplacé. En 1968, le GZA-651 a été abandonné et en 1969, la société a été abandonnée et fusionnée avec GAZ. Une société similaire du nom de KAvZ a été ouverte en 1970 mais fermée en 1992.

## Modèles
- GZA-651 (1951-1968)
- GZA-653 (1951-1965)